# Guaner

Guaner är en grupp fåglar inom familjen trädhöns, som förekommer i Syd- och Mellanamerika, och på ett antal närliggande öar i Karibien. Alla släkten av guaner är nära besläktade förutom hornguan (Oreophasis derbianus) som utgör en distinkt, mycket gammal utvecklingslinje inom trädhönsen, utan någon nära levande släkting. Förr beskrevs gruppen ibland som underfamiljen Penelopinae (Huxley, 1868) men det är mindre vanligt idag.

## Släkten i taxonomisk ordning
- Penelope
  - Bandstjärtad guan (P. argyrotis)
  - Skägguan (P. barbata)
  - Baudóguan (P. ortoni)
  - Andinsk guan (P. montagnii)
  - Marailguan (P. marail)
  - Blåkindad guan (P. superciliaris)
  - Rödkindad guan (P. dabbenei)
  - Amazonguan (P. jacquacu)
  - Tofsguan (P. purpurascens)
  - Caucaguan (P. perspicax)
  - Vitvingad guan (P. albipennis)
  - Mörkbent guan (P. obscura)
  - Yungasguan (P. bridgesi)
  - Vitkronad guan (P. pileata)
  - Rostbukig guan (P. ochrogaster)
  - Vitbrynad guan (P. jacucaca)
- Pipile
  - Trinidadguan (Pipile pipile)
  - Blåstrupig guan (Pipile cumanensis)
  - Vitstrupig guan (Pipile grayi)
  - Rödstrupig guan (Pipile cujubi)
  - Svartpannad guan (Pipile jacutinga)
- Aburria
  - Flikguan (Aburria aburri)
- Chamaepetes
  - Svartguan (Chamaepetes unicolor)
  - Blåmaskad guan (Chamaepetes goudotii)
- Penelopina
  - Bergguan (Penelopina nigra)
- Oreophasis
  - Hornguan (Oreophasis derbianus )